# Бюттнер, Хенри
Генри Бюттнер (нем. Henry Büttner; род. 12 ноября 1928[…], Витгенсдорф, Саксония) — германский карикатурист, наиболее известный по своим работам в сатирическом журнале «Ойленшпигель» (ГДР).

## Биография
Первая карикатура Генри Бюттнера в «Ойленшпигеле» была опубликована в 1954 году, в рождественском номере.
С 1958-го до середины 1990 года работал в этом журнале внештатным карикатуристом и художником-гравером. С середины девяностых перестал рисовать — как писал немецкий журналист Петер Уфер, редактор «Ойленшпигеля» сказал Бюттнеру, что его карикатуры неактуальны.
По его оценкам, им было создано порядка 21000 карикатур.
Сейчас он живёт в Хемниц-Виттгенсдорфе.

## Личная жизнь
Бюттнер ведёт достаточно замкнутый образ жизни. Известно, что он женат и у него есть дочь. Также известно, что он интересуется философией Шопенгауэра.